# Spoorlijn 40A
Spoorlijn 40A was een spoorlijn in de Belgische stad Luik, tussen de aftakking Froidmont en station Luik-Longdoz. De lijn was 800 meter lang.

## Geschiedenis
Het baanvak Y Froidmont - Liège-Longdoz werd geopend op 26 augustus 1851 als onderdeel van de verbinding Namen - Luik. Het baanvak Luik-Longdoz - Y Cornillon werd geopend op 24 november 1861 als onderdeel van de verbinding Luik - Maastricht.
De verbindingsboog naar Cornillon (lijn 40A/1) is op 30 september 1956 buiten dienst gesteld en nadien opgebroken. Reizigerstreinen naar Maastricht vertrokken sindsdien allemaal uit het Guillemins-station. Het reizigersverkeer naar en van Luik-Longdoz werd definitief stopgezet op 2 oktober 1960. Het betrof toen enkel nog reizigerstreinen richting Flémalle en Namen.
Nadien was er nog goederenvervoer over lijn 40A ten behoeve van een staalfabiek die in Longdoz een aansluiting had. De lijn werd in 1988 buiten dienst gesteld en in 1990 opgebroken. Ook het stationsgebouw van Luik-Longdoz werd afgebroken.

## Aansluitingen
In de volgende plaats was er een aansluiting op de volgende spoorlijn:
Y Froidmont
Spoorlijn 40 tussen Y Val Benoît en Maastricht

## Verbindingsspoor
40A/1: Luik-Longdoz (lijn 40A) - Y Cornillon (lijn 40)